# Ананда
Ананда е един от главните ученици и отдадени спътници на историческия Буда Шакямуни. Измежду всичките той имал най-силна памет и практически всички Сутри – разделът Сутра или Сутрапитака от Трипитака се приписва на неговата памет по време на първия Будистки Събор. Затова той е известен като „Пазителят на Дхарма“.
Съгласно самия исторически Буда всички Буди на миналото, настоящето и бъдещето по време на своята активност имат по трима главни ученици, единият от които постоянен спътник. В случая на Буда Шакямуни това са Шарипутра, Маудгаляяна и спътника Ананда.
Ананда е първи братовчед на Буда (бащите им са братя) и показва голяма отдаденост към него. На двадесетата година той става главен придружител на Буда, с него е във всички най-важни моменти и на много места са описани техните беседи. Ананда е обект на специално хвалебствие от самия Буда малко преди самата му смърт (Паринирвана) в Махапаринирвана Сутра; възхваляван е като човек добър, обичан, безкористен, изпълнен с мисъл за другите.
Сред дългият списък на учениците на Буда, даден в Ангутара Никая, за всеки ученик се изтъква, че е най-добър в някое качество. Ананда е споменат пет пъти, повече от всеки друг. Той се упоменава като най-напреднал в правилното поведение, службата за другите и силата на паметта. В някои случаи Буда кани Ананда на своето собствено място да учи другите и след това обявява, че той самият би представил това учение по абсолютно същия начин.

## Първият Будистки съвет
Тъй като през цялото време придружава Буда, Ананда слуша много от ученията му, преподадени на най-различни слушатели и бива наречен от учениците на Буда „този, който чу много“. На Първия Будистки Събор след смъртта на Буда Ананда е призован да предаде всичко което е запомнил и така се появява частта Сутра Питака от Палийския Канон.
Независимо от близостта с Буда Ананда бил само Сротапана (Навлязъл в Потока). Въпреки това в Ангутара Никая Буда казва „Дори Ананда да не умре напълно освободен, той ще бъде седем пъти крал на боговете поради чистотата на сърцето си; или ще бъде седем пъти крал на индийския субконтинент. Но Ананда ще постигне пълно Освобождение през този живот".
Преди Първия Будистки Съвет Ананда все още не бил Архат и според легендата за да бъде допуснат до диспутите той се фокусирал върху достигането на тази реализация и я постига навреме за да участва в съвета.
В Зен традициите Ананда се смята за втори патриарх след Махакашяпа – първият индийски патриарх на тази школа.